# Langelands Nørre Herred
Langelands Nørre Herred var et herred i Svendborg Amt. Herredet hørte oprindeligt under Tranekær Len, der i 1662 blev ændret til Tranekær Amt, indtil det ved reformen af 1793 blev en del af Svendborg Amt.
I herredet ligger købstaden Rudkøbing og følgende sogne:
- Bøstrup Sogn
- Hov Sogn
- Rudkøbing Sogn
- Simmerbølle Sogn
- Skrøbelev Sogn
- Snøde Sogn
- Stoense Sogn
- Tranekær Sogn
- Tullebølle Sogn